# 學堂路 (鳥松區)
學堂路（Xuetang Rd.）為高雄市鳥松區的東西向道路，東起於北平路，西接大同路，是鳥松仁美地區的主要道路。

## 行經行政區域
- 鳥松區

## 沿線設施
（由東至西）
- 高雄市鳥松區仁美國小
- 合作金庫銀行仁美分行
- 7-ELEVEN仁美門市
- 中華郵政鳥松仁美郵局
- 全家便利商店鳥松仁美店
- 台灣大哥大鳥松學堂特約服務中心
- 仁美南海紫竹寺
- 遠傳電信鳥松學堂加盟門市

## 公共自行車
- 高雄市公共自行車租賃系統：
  - 仁美國小：學堂路/美山路(西北側)

## 相關連結
- 高雄市主要道路列表